# Ryne Sandberg
Ryne Dee Sandberg (Spokane, 18 de setembro de 1959 – Lake Bluff, 28 de julho de 2025), apelidado de "Ryno", foi um jogador profissional de beisebol, técnico assistente e treinador. Jogou na Major League Baseball como segunda base pelo Philadelphia Phillies e Chicago Cubs por dezesseis anos (1981–1994 e 1996–97).
Sandberg fez dez aparições consecutivas no All-Star Game e vencendo nove Gold Gloves consecutivas de 1983 até 1991. Seus 98,9% de fielding percentage era um recorde das grandes ligas entre homens de segunda base quando se aposentou em 1997. Sandberg foi eleito para o Hall of Fame em janeiro de 2005; foi formalmente induzido na cerimonia de 31 de julho de  2005. Ele renunciou aos seus deveres gerenciais com os Phillies em 26 de junho de 2015, sendo substituído por Pete Mackanin.
Em janeiro de 2024, Sandberg anunciou que estava em tratamento contra um câncer de próstata metastático. Após meses de quimioterapia e radioterapia intensivas, ele foi declarado livre do câncer em agosto de 2024. No entanto, em 10 de dezembro de 2024, Sandberg revelou que o câncer havia voltado e se espalhado para outros órgãos. Ele faleceu em sua casa em Illinois em 28 de julho de 2025, aos 65 anos.